# Trichogramma mirum
Trichogramma mirum is een vliesvleugelig insect uit de familie Trichogrammatidae. De wetenschappelijke naam is voor het eerst geldig gepubliceerd in 1922 door Girault.